# Louis Pavie
Louis Pavie (1782-1859) est un écrivain et imprimeur angevin. Il est le père de Victor Pavie et de Théodore Pavie, et ami du sculpteur David d'Angers.
Il fut élu en 1835 président de l'Académie des Sciences, Belles Lettres et Arts d'Angers.

## Biographie
Louis Joseph Pavie a 11 ans quand son père Louis Victor est arrêté pour avoir imprimé des textes à la demande des  Vendéens et est conduit au tribunal révolutionnaire de Paris. Il réussit à s'évader et s'enfuit en Espagne ; pendant ce temps, sa femme est enfermée à Amboise. L'enfant est élevé par sa famille maternelle Fabre.
Louis fait ses études au collège de La Flèche, Angers, Nantes, à nouveau Angers en 1796, à l'École Centrale où il fait la connaissance de David d'Angers. Il part à Paris compléter son éducation de curieux et de lettré ; il  revient à Angers en 1801 avec un brevet d'imprimeur. Il reprend l'imprimerie familiale qu'avait dirigée sa mère après la disparition de son père, un an après son retour d'exil en 1795. En 1808, il épouse sa cousine Eulalie Fabre qui meurt en 1813, après avoir mis au monde deux garçons : Victor et Théodore. 
Bientôt se constitue autour de lui un cercle de lettrés. Il crée les affiches d'Angers en 1811 : Affiches, Annonces et Avis Divers:( Arts, Commerce, Agriculture, Industrie, etc.) journal paraissant deux fois par semaine. En 1815, il contribue à la création de la société d'Histoire Naturelle. Il crée le Concert d'Études en 1817 et, en 1823, l'Académie des Rangeardières. En 1798 avait été créée la société Libre d'Agriculture qui, grâce à la compétence et à l'autorité naturelle de Louis, va être réunie avec la plus ancienne et renaissante Académie des Belles Lettres, Sciences et Arts, pour devenir la Société d'Agriculture, Sciences et Arts d'Angers. Il en est nommé le premier président en 1828. Cette nouvelle société va travailler avec d'autres académies. En 1826, il est nommé adjoint au maire d'Angers. La même année, il ajoute un feuilleton littéraire de quinzaine à sa publication Les Affiches d'Angers. 
En 1835, il cède l'imprimerie à son fils Victor et se retire dans sa propriété des Rangeardières, à Saint Barthélémy d'Anjou. Il donne des fêtes et des réceptions au cours desquelles il recevra Chevreul, Sainte Beuve, David d'Angers et d'autres personnalités. Ses œuvres les plus connues sont : l'Epitre à P.J. David, le Vendéen au tombeau de ses chefs, Nos Dîners et un recueil de poésies. Selon ses contemporains, il a laissé le souvenir d'un homme sympathique à tous par un mélange de sensibilité, de charme, de culture et d'autorité ; aujourd'hui; on parlerait peut-être de charisme.